# 아브사마트 마살리예프
아브사마트 마살리예비치 마살리예프(키르기스어: Абсамат Масалиевич Масалиев, 러시아어: Абсамат Масалиевич Масалиев, 1933년 4월 10일 ~ 2004년 7월 31일)는 1985년 11월부터 키르기스스탄이 독립할 때까지 키르기스스탄 공산당의 초대 서기장을 지냈고, 이후 키르기스스탄 공산당을 이끌었다.

## 생애
그는 1953년에 키르기스스탄 남부에 있는 광산 기술 학교에서 공부를 시작했다. 3년 후, 그는 모스크바 광산 연구소로 옮겼다. 그는 키르기스스탄 남부에 있는 키질키야 탄광에서 부주임 엔지니어로 경력을 시작했다.
1961년 마살리예프는 오시의 키르기스스탄 공산당 지역 지부의 강사가 되었다. 그는 1985년 11월 키르기스스탄 공산당 중앙위원회 제1서기가 될 때까지 승진했다. 1990년 4월 10일부터 12월 10일까지 키르기스 소비에트 사회주의 공화국의 최고 소비에트 의장을 역임했다.
마살리예프는 1979년부터 1989년까지 소련 최고 소비에트의 10번째에서 11번째 회의에서 소비에트 민족 소비에트의 대리인이었다.
1990년 10월 25일 키르기스스탄의 대통령 후보로 아파스 주마굴로프와 아브사마트 마살리예프가 출마했지만, 둘 다 과반수의 표를 얻지 못했기 때문에 최고 소비에트는 1990년 10월 27일 아스카르 아카예프를 초대 대통령으로 선택했다. 마살리예프는 1995년 대통령 선거에서 아카예프에게 또다시 패배했다. 그는 1995년부터 2004년 심장마비로 사망할 때까지 최고위원회 인민대표대회에서 의석을 차지했다.